# Irina Lewczenko
Irona Nikołajewna Lewczenko (ros. Ирина Николаевна Левченко, ur. 15 marca 1924 w Kadyjewce, zm. 18 stycznia 1973 w Moskwie) – radziecka oficer, sanitariuszka, Bohater Związku Radzieckiego (1965).

## Życiorys
Była narodowości rosyjskiej, jej ojciec był zastępcą ludowego komisarza komunikacji drogowej ZSRR. Skończyła 9 klas szkoły w Artiomowsku, od 1936 mieszkała w Moskwie, od czerwca 1941 uczestniczyła w wojnie z Niemcami, 23 czerwca 1941 wyznaczono ją dowódcą oddziału drużyny sanitarnej obrony przeciwlotniczej miasta Moskwy. Od 6 lipca 1941 służyła w Armii Czerwonej, początkowo jako sanitariuszka plutonu, potem instruktorka sanitarna kompanii 744 pułku piechoty 149 Dywizji Piechoty 28 Armii i 43 Armii Frontu Zachodniego, podczas walk pod Smoleńskiem i bitwy pod Moskwą udzieliła pierwszej pomocy medycznej ponad stu rannym żołnierzom, w listopadzie 1941 została kontuzjowana i odesłana do szpitala. Po wyleczeniu w styczniu 1942 została instruktorką sanitarną batalionu 39 Brygady Piechoty na Froncie Krymskim, gdzie udzieliła pomocy 28 żołnierzom; łącznie do maja 1942 udzieliła pomocy medycznej 168 rannym. Od 1943 należała do WKP(b), w 1943 ukończyła przyśpieszony kurs stalingradzkiej szkoły wojsk pancernych i została dowódcą czołgu, później dowódcą plutonu i oficerem łączności 41 Brygady Pancernej 7 Korpusu Zmechanizowanego 2 i 3 Frontu Ukraińskiego. W 1945 została adiutantem Głównego Zarządu Formowania i Przysposobienia Bojowego Wojsk Pancernych i Zmechanizowanych Armii Czerwonej, w 1952 ukończyła Wojskową Akademię Wojsk Pancernych i Zmechanizowanych im. Stalina, a w 1955 Akademię Wojskową im. Michaiła Frunzego, w 1958 została zwolniona do rezerwy w stopniu podpułkownika. Zajmowała się pracą literacką i działalnością w Radzieckim Komitecie Obrony Pokoju, została przyjęta do Związku Pisarzy ZSRR. Została pochowana na Cmentarzu Nowodziewiczym.

## Odznaczenia
- Złota Gwiazda Bohatera Związku Radzieckiego (6 maja 1965)
- Order Lenina (6 maja 1965)
- Order Czerwonej Gwiazdy (trzykrotnie, m.in. 7 września 1944)
- Medal Florence Nightingale (Międzynarodowy Komitet Czerwonego Krzyża, 1961)
- Medal Bojownikowi Przeciw Faszyzmowi (NRD
- Medal 20-lecia Bułgarskiej Armii Ludowej (LRB)

I inne.